# Power Rangers Dino Thunder (videojuego)
Power Rangers Dino Thunder es un videojuego de acción-aventura basado en la serie de televisión del mismo nombre, adaptada de Bakuryū Sentai Abaranger. El juego fue desarrollado por Natsume, Pacific Coast Power & Light y publicado por THQ para Game Boy Advance, GameCube y Playstation 2. Se planeó una versión para Xbox, pero se canceló durante una presentación de E3 2004.

## Jugabilidad

### Game Boy Advance
La versión para Game Boy Advance de Power Rangers Dino Thunder es un juego de lucha de desplazamiento lateral con minimisiones para resolver acertijos. Cinco personajes aparecen en el juego:
- Red Tyranno Ranger, ataca con Tyranno Staff y tiene el poder especial de convocar al TyrannoZord.
- Blue Tricera Ranger, ataca con Tricera Shield y tiene el poder especial de convocar al TriceraZord.
- Yellow Ptera Ranger, ataca con Ptera Grips y tiene el poder especial de convocar al PteraZord.
- Black Brachio Ranger, resuelve misiones de rompecabezas para liberar a Cephala, Parasaur, Ankylo y Dimetro Zords.
- White Drago Ranger, actúa como un enemigo, bloqueando al Black Ranger en misiones de rompecabezas y enviando su DragoZord y StegoZord en su formación megazord para luchar contra ThunderSaurus MegaZord.

El jugador lucha contra los enemigos como los tres Rangers principales mientras cumple objetivos, como encontrar y rescatar humanos o derrotar a una serie de monstruos mientras el Black Ranger resuelve acertijos para liberar a los Zords capturados. Las batallas de MegaZord también ocurren cada vez que un enemigo se agranda a un tamaño gigante. Los niveles de MegaZord le permiten al jugador personalizar el ThunderSaurus MegaZord con Zords auxiliares obtenidos de los niveles de rompecabezas.
El juego presenta 13 misiones, jugadas en 20 niveles.

### GameCube y PlayStation 2
Los Rangers pilotean sus Zords en varias misiones para salvar al mundo de Zeltrax.
Los jugadores toman el control de uno de los tres Zords, Red TyrannoZord, Blue TriceraZord o Yellow PteraZord para liberar a los cautivos DinoZords (Violet CephalaZord, Green ParasaurZord y Cyan DimetroZord), escoltan al Black BrachioZord a varios puntos warp y destruyen las instalaciones de armas alienígenas. Además, al recolectar morphers, huevos e íconos de cristal, los jugadores pueden desbloquear los zords de Power Rangers Wild Force (Red Lion Wildzord, Yellow Eagle Wildzord, Blue Shark Wildzord, Black Bison Wildzord, White Tiger Wildzord) y Power Rangers Ninja Storm (Hawkzord, Lionzord, Dolphinzord, Crimson Insectzord, Navy Beetlezord) como personajes jugables.

## Recepción
En Metacritic, cada versión de Power Rangers Dino Thunder tiene una puntuación del 49 por ciento, lo que indica "críticas generalmente desfavorables".
Juan Castro de IGN calificó la versión de PlayStation 2 con 4.5 de 10.